# Alejandro Lasaigues
Alejandro Lasaigues (Caballito, Buenos Aires) es un exjugador profesional de pádel, considerado por muchos como uno de los mejores jugadores de la historia de este deporte.
Formó junto a Roby Gattiker la mejor pareja de pádel del momento, y una de las mejores de la historia, junto con la de Fernando Belasteguín y Juan Martín Díaz, al ser números 1 durante los cinco años que jugaron juntos, y sin perder ningún partido.

## Carrera deportiva
Alejandro Lasaigues jugaba al tenis, llegando a jugar torneos de menores en Europa y Estados Unidos y algunos torneos profesionales ATP de los denominados "satélites". Allí compartió partidos junto a futuros compañeros de pádel como Roby Gattiker y su hermano Mariano Lasaigues.
Comenzó jugando en el circuito argentino en 1987, con la Asociación Argentina de Pádel recién constituida. Su primera pareja deportiva fue Horacio Álvarez Clementi con quien ya en 1988 lograron el número 1 de Argentina, de facto el n.º 1 del mundo ya que era el único circuito profesional de pádel del mundo. Junto a Álvarez Clementi se mantuvieron como los n.º 1 durante 4 años hasta 1991. Ya en 1988 comenzaron a viajar a hacer exhibiciones en España, donde el deporte estaba surgiendo pero con menos atracción que en Argentina.
En 1991 fue galardonado con el primer Olimpia de Plata de pádel de la historia, lo que lo afirmaba como el mejor jugador de pádel de la Argentina y del mundo. 
En 1992 pasa a formar pareja con su excompañero de tenis Roby Gattiker, con quien formó la mejor pareja de la historia del pádel hasta ese momento, conquistando todos los torneos en los cinco años que jugaron juntos. Ese año, junto a Gattiker, disputaron el primer Campeonato Mundial de Pádel de la historia en Madrid y Sevilla. Ambos ganaron tanto la competencia por equipos como la de parejas. En la competencia por equipos, derrotaron en el segundo partido de la final a los españoles Javier Arenzana / Juan Fontán. En la competencia por parejas, derrotaron en la final a los argentinos Javier Maquirriain / Pablo Rovaletti. Alejandro es galardonado por segundo año consecutivo con el Olimpia de Plata en pádel.
En 1993, la pareja Lasaigues / Gattiker se mostró nuevamente letal en el circuito argentino, alzándose como los n.º 1 del año con gran comodidad. Fue Gattiker quien ese año fue galardonado con el Olimpia de Plata en pádel.
En 1994 siguieron con su dominio del circuito argentino, logrando su tercer año juntos como Nº1 de la Argentina y el mundo. En el segundo Campeonato Mundial de Pádel, disputado en la ciudad argentina de Mendoza antes estadios abarrotados de gente, ambos repitieron el doblete de 1992. Derrotaron a España por 3-0 en la competencia por equipos y en la competencia por pareja se llevaron el título derrotando a los argentinos Hernán Auguste / Mariano Lasaigues en la final. Alejandro fue galardonado con su tercer Olimpia de Plata en pádel de los cuatro entregados hasta el momento.
En 1995, el dominio de A. Lasaigues / Gattiker continuó inquebrantable y lograron su cuarto año consecutivo como Nº1 del pádel argentino y mundial. Alejandro fue nuevamente galardonado con el Olimpia de Plata al mejor jugador de pádel argentino del año, cuarto para él.
En 1996, con otro Mundial por delante, la dupla de Alejandro y Roby continuó con su dominio del pádel argentino y mundial. Con un decaimiento intenso de la popularidad y dinero invertido en el deporte en la Argentina, Alejandro comenzó a jugar mucho tiempo en España, donde el pádel empezaba a gozar de popularidad masiva, ayudado por la práctica del mismo del presidente español José María Aznar. A pesar de perder por un tiempo su posición de Nº1 argentino ante la dupla formada por su hermano y Hernán Auguste, Alejandro y Gattiker logran terminar por quinto año consecutivo como los Nº1 del pádel argentino y mundial. En el mundial disputado en Madrid, logran por tercera ocasión consecutiva el doblete del campeonato por equipos, donde vencen en la final a España 3-0 y en la final por parejas vencen a los españoles Pablo Martínez Semprún / Alberto Rodríguez Piñón. Según sus propias palabras, este es el título que más orgullo le trae a Alejandro luego de retirado.
Con el decaimiento del pádel en Argentina, Alejandro decide romper su pareja con Gattiker para lograr más competitividad en el mundo profesional y que haya más equilibrio en las parejas que compitan por los títulos. En 1997, Alejandro forma pareja con Hernán Auguste y juntos logran dominar el circuito argentino y ser los Nº1 de la actividad. Es la tercera pareja con la que Alejandro Lasaigues logra el mayor logro del pádel mundial, luego de hacerlo durante 4 años con Álvarez Clementi y 5 años con Roby Gattiker. Alejandro recibe este año su quinto Olimpia de Plata al mejor jugador de pádel en la Argentina.
En 1998 sigue jugando con Auguste pero pierden su condición de Nº1, y alternan mucho entre competiciones en Argentina y otras partes del mundo como España y México. Debido a disputas organizacionales, Argentina concurre al cuarto mundial de pádel en Mar del Plata sin sus mejores jugadores, perdiendo en la final ante España. Es el primer torneo mundial donde Alejandro Lasaigues no participa y no aparece en lo más alto del podio 
En 1999 continuó en compañía de Auguste pero rompieron su vínculo tras la decisión de este último de mudarse a España y competir junto a Juan Martín Díaz. Tras un período de inactividad, Alejandro volvió a jugar con Gattiker hasta mediados del año 2000 y terminó su carrera deportiva ese mismo año haciendo algunos torneos y exhibiciones junto a Alejandro Sanz
Se retiró sin duda como el mejor jugador de pádel del mundo de fines de los 80 y la década del 90 y es uno de los mejores jugadores de la historia de este deporte junto a otros que vinieron después como Juan Martín Díaz y Fernando Belasteguín